# Placówka Straży Celnej „Łosisza”

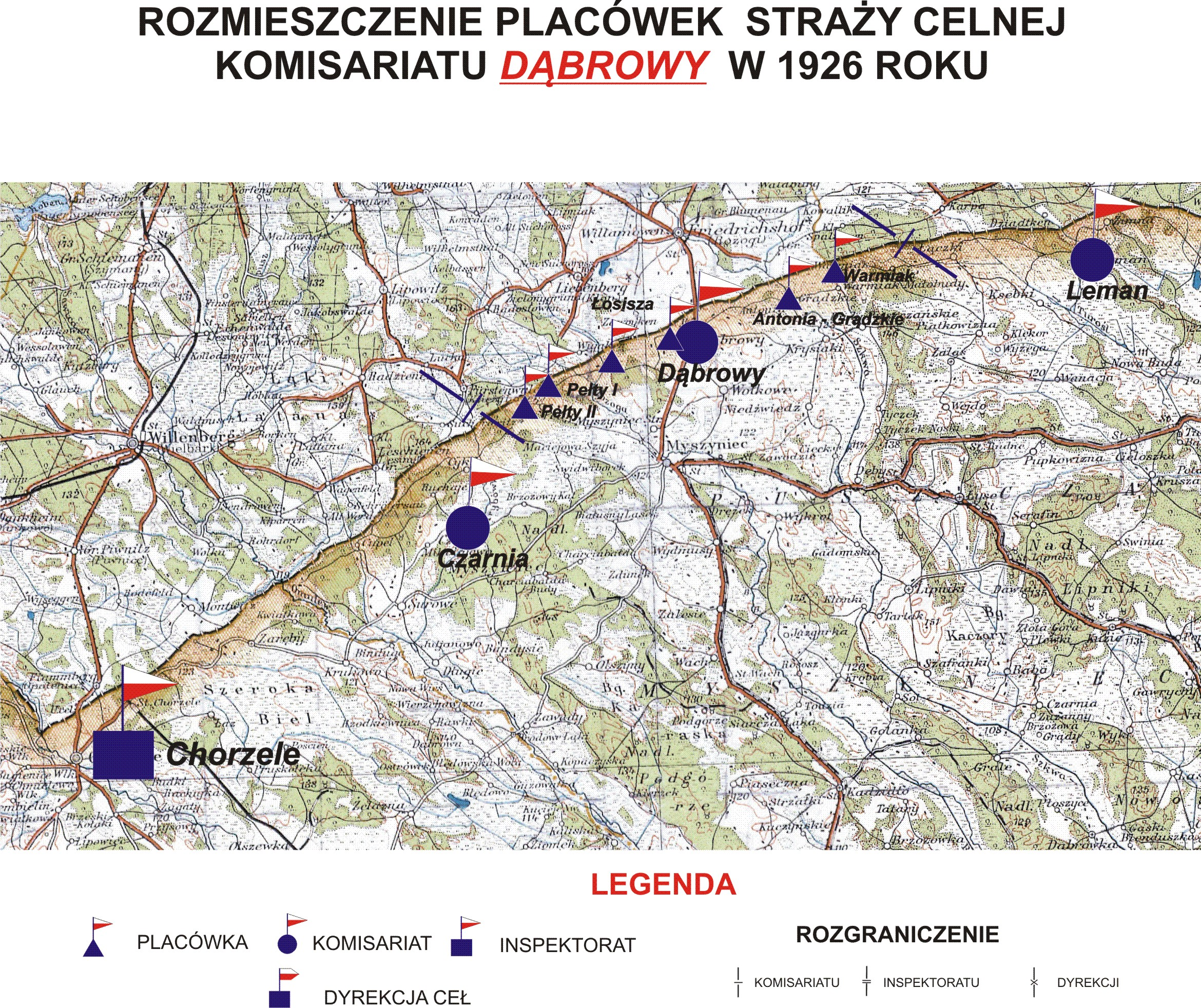
Rozmieszczenie placówek SC komisariatu "Dąbrowy" w 1926 roku

Placówka Straży Celnej „Łosisza” – jednostka organizacyjna Straży Celnej pełniąca w okresie międzywojennym służbę ochronną na granicy polsko-niemieckiej.

## Formowanie i zmiany organizacyjne
Na wniosek Ministerstwa Skarbu, uchwałą z 10 marca 1920 roku, powołano do życia Straż Celną. Od połowy 1921 roku jednostki Straży Celnej rozpoczęły przejmowanie odcinków granicy od pododdziałów Batalionów Celnych. W 1921 roku w Dąbrowach stacjonował sztab 2 kompanii 1 batalionu celnego. 2 kompania celna wystawiła między innymi placówkę w Łosisze. Proces tworzenia Straży Celnej trwał do końca 1922 roku. Placówka Straży Celnej „Łosisza” weszła w podporządkowanie komisariatu Straży Celnej „Dąbrowy” z Inspektoratu SC „Chorzele”.
W drugiej połowie 1927 roku przystąpiono do gruntownej reorganizacji Straży Celnej. W praktyce skutkowało to rozwiązaniem tej formacji granicznej. Ochronę północnej, zachodniej i południowej granicy państwa przejęła powołana z dniem 2 kwietnia 1928 roku Straż Graniczna.
Rozkazem nr 1 z 12 marca 1928 roku w sprawach organizacji Mazowieckiego Inspektoratu Okręgowego Naczelny Inspektor Straży Celnej gen. bryg. Stefan Pasławski powołał komisariat Straży Granicznej „Myszyniec”. W 1933 i 1934 roku placówka Straży Granicznej I linii „Łosicha” znajdowała się w jego strukturze.

## Służba graniczna
Sąsiednie placówki
- placówka Straży Celnej „Dąbrowy” ⇔ placówka Straży Celnej „Pełty I” − 1926[10][11]

## Funkcjonariusze placówki
Kierownicy placówki
| stopień  | imię i nazwisko, numer   | okres pełnienia służby | kolejne stanowisko |
| -------- | ------------------------ | ---------------------- | ------------------ |
| strażnik | Anastazy Ossonicki (354) | był w 1926             |                    |

Obsada personalna placówki w 1926:
- strażnik Anastazy Ossonicki (354)
- strażnik Józef Herominek (1047)
- strażnik Marian Plutecki (387)
- strażnik Wincenty Misiewicz (580)